# Autostato
In meccanica quantistica, l'autostato di un'osservabile è un autovettore dell'operatore associato all'osservabile. Data un'osservabile di un sistema fisico, ad essa è associato un operatore autoaggiunto e lineare dello spazio di Hilbert: gli stati quantistici nei quali il sistema si può trovare sono una combinazione lineare degli autostati dell'operatore, che costituiscono una base dello spazio di Hilbert.

## Definizione
Si definisce autostato {\displaystyle \,\psi _{a}} di un'osservabile {\displaystyle \,A} un autovettore dell'operatore associato all'osservabile, che è quindi soluzione dell'equazione secolare: 
{\displaystyle A\psi _{a}\,=\,a\psi _{a}} .
Il valore di a che soddisfa questa relazione è un numero reale e viene chiamato autovalore dell'operatore {\displaystyle \,A}, a cui corrispondono uno o più autostati {\displaystyle \,\psi _{a}}.

Si dice spettro di un operatore l'insieme dei suoi autovalori, che può essere continuo o discreto o in parte continuo e in parte discreto. Nel caso discreto si hanno in generale un numero finito di autovalori {\displaystyle a_{n}} e quindi di autovettori associati {\displaystyle \psi _{n}}. Nel caso continuo si ha un'infinità di autovalori {\displaystyle a(f)} rappresentati da una funzione a cui si associano i relativi autovettori {\displaystyle \psi _{a}(f)}. Ciascuno di questi autostati corrisponde a uno stato fisico nel quale, se si riuscisse ad effettuare una misura del tutto precisa della grandezza A, si troverebbe uno dei valori {\displaystyle a_{n}} o {\displaystyle a(f)}. 
In meccanica quantistica si postula che tutti gli autovalori rappresentino tutti i possibili valori che l'osservabile A può assumere. Di conseguenza i suoi autovettori formano un insieme completo, nel senso che la funzione d'onda di un sistema fisico può essere sviluppata in autostati di qualsiasi variabile dinamica del sistema.

Nel caso discreto si ha:
{\displaystyle \Psi =\sum _{n}c_{n}\psi _{n}\ }
mentre nel caso continuo:
{\displaystyle \Psi =\int c(f)\psi _{a}(f)\,df\ }
dove {\displaystyle c_{n}} e rispettivamente {\displaystyle c(f)} sono dei coefficienti in generale complessi (da non confondere con gli autovalori di un'osservabile).

## Autostati e misure di osservabili
Secondo il postulato della proiezione, l'atto della misura di una grandezza osservabile di un sistema lo fa collassare su uno dei suoi autostati. Questo postulato non ammette una interpretazione immediata: in generale un sistema fisico è una sovrapposizione di autostati di una certa variabile dinamica del sistema. Il processo di misura di questa grandezza fa collassare la funzione d'onda in uno dei suoi autostati. Mentre lo stato prima della misura è (1) o (1'), successivamente alla misura invece lo stato è perfettamente determinato, cioè il sistema si trova nell'n-esimo autostato:
{\displaystyle \Psi =\psi _{n}}
A priori non si sa in quale autostato collasserà la funzione d'onda {\displaystyle \Psi }: ogni autostato quindi ha una certa probabilità di essere "scelto" dalla funzione d'onda successivamente alla misura effettuata. Questa probabilità è data dai coefficienti {\displaystyle c_{n}} o {\displaystyle c(f)}, o meglio dai loro moduli al quadrato {\displaystyle \left|c_{n}\right|^{2}\circ \left|c\left(f\right)\right|^{2}}, che rappresentano ampiezze di probabilità.

## Casi particolari
I casi più immediati si hanno quando l'operatore A si può esprimere mediante una matrice hermitiana di dimensione finita. In tal caso gli autostati corrispondono agli autovettori della matrice A che si incontrano nella teoria delle matrici usuali (finite). Sistemi fisici riconducibili a questo formalismo sono ad esempio quelli in cui si considera solo il comportamento dello spin di una o di poche particelle (come per le considerazioni di base per la risonanza magnetica nucleare). Mediamente complessi si possono considerare i sistemi per i quali si trova un insieme numerabile, e quindi discreto, di autovalori per le grandezze di maggiore importanza. Si hanno poi sistemi e grandezze descrivibili solo con operatori autoaggiunti il cui spettro è in parte discreto e in parte continuo.
Sono particolarmente importanti gli autostati dell'energia (ovvero gli autovettori dell'operatore hamiltoniano che descrive il sistema) di un sistema conservativo. Questi vettori rappresentano gli stati fisici ad energia definita nei quali il sistema può rimanere invariato nel tempo; questi stati sono quelli che descrivono i sistemi atomici e molecolari in condizioni di stabilità.

### Esempio: autostati d'energia di una particella libera
L'hamiltoniana che descrive una particella libera è: 
{\displaystyle {\hat {H}}={\frac {{\hat {p}}^{2}}{2m}}=-{\frac {\hbar ^{2}}{2m}}{\frac {\partial ^{2}}{\partial x^{2}}}}
Gli autostati {\displaystyle \psi } di questo sistema si ottengono risolvendo l'equazione differenziale: 
{\displaystyle -{\frac {\hbar ^{2}}{2m}}{\frac {\partial ^{2}}{\partial x^{2}}}\psi =E\psi }
(dove E rappresenta gli autovalori del sistema e quindi i valori dell'energia accessibili).
Esistono infinite soluzioni di questa equazione, ma ciascuna di esse è sviluppabile in serie di Fourier e quindi possiamo limitarci a studiare soluzioni del tipo 
{\displaystyle e^{ikx}}
che hanno autovalore 
{\displaystyle {\frac {\hbar ^{2}k^{2}}{2m}}}
In questo caso lo spettro dei valori di energia accessibili al sistema è continuo perché l'equazione differenziale ha soluzione per ogni vettore d'onda {\displaystyle k}.